# María del Socorro Sánchez
María del Socorro Sánchez, también conocida como Rosa Cruz (Santo Domingo, 15 de agosto de 1830- 26 de marzo de 1899), fue una educadora, independentista y periodista dominicana, conocida como defensora de los derechos de la mujer a recibir educación y considerada por los historiadores dominicanos como una de las pioneras del periodismo y de la lucha feminista en el país. Fundó la primera biblioteca para mujeres y creó dos centros de enseñanzas, en los cuales se formaron docentes, que más tarde dirigieron planteles escolares en varias provincias de República Dominicana.

## Vida personal
Sánchez nació en Santo Domingo el 15 de agosto de 1830. Era la sexta hija de la prole de Narciso Sánchez (Señor Narcisazo) y María Olaya del Rosario. Fue Bautizada el 25 del mismo mes. Fue la hermana del patricio Francisco del Rosario Sánchez y sobrina de la heroína María Trinidad Sánchez.
Con su familia sufrió los atropellos de las autoridades haitianas por la participación de Francisco del Rosario Sánchez en la lucha por la creación de la República Dominicana. Su fiel apoyo a las acciones independentistas de su hermano le costó la cárcel por un año y posteriormente el destierro con destino a Saint Tomas.

## Trayectoria
Bajo el seudónimo de Rosa Cruz, Sánchez, hizo un trabajo periodístico que revelaba su oposición a la anexión a España y sus ideas en favor de la educación femenina más allá de lo tradicionalmente establecido. Periódicos como El Telegrama y El Teléfono de Santo Domingo, y El Dominicano de Santiago, fueron los medios a través de los cuales publicaba su total rechazo al gobierno anexionista de Pedro Santana y su apoyo a la restauración de la soberanía dominicana.
A su regreso del exilio, se dedicó a la docencia en la ciudad de Santiago de los Caballeros. Ejerció en esta ciudad durante diez años, donde también fundó el colegio mixto Corazón de María en 1870. Educadores como Eugenia Deschamps, Matilde Grullón, Ana Rita Infante, Altagracia y Justina Perelló y Clementina Jiménez fueron formadas en este colegio para luego brindar sus conocimientos al país.
En 1880, regresó a Santo Domingo y, un año más, tarde fundó el colegio de señoritas Luperón, posteriormente llamado La Altagracia, con el auspicio de San Vicente de Paul, santo del cual era muy devota. Más tarde, se convirtió en escuela superior, donde ejerció también como directora. 
Del plantel La Altagracia salieron las primeras maestras de enseñanza primaria de República Dominicana, graduadas en 1883.
El currículo del colegio La Altagracia incluía pedagogía, farmacia, derecho civil, contabilidad mercantil y manualidades. A pesar de que no era una institución oficial, el jurado correspondiente sometía a las alumnas a un examen riguroso para comprobar sus calificaciones. El jurado estaba compuesto por Federico Llinás, Domingo Morcelo, José Bonilla España y Gerardo Jansen.
En el número I de El maestro, del 1 de febrero de 1885, periódico dirigido por Francisco Henríquez y Carvajal, hay un directorio escolar docente y en este se encuentra la siguiente mención: Colegio de niñas La Altagracia. Su directora, Sta. Socorro Sánchez. Calle 35.
Socorro Sánchez se interesó por la masonería, aunque, según sus miembros, no catalogaba para la membrecía de la organización. Sin embargo, debido a su tenaz manera de apegarse a sus ideas de oportunidad para la mujer, logró obtener la ayuda de la logia la Estrella del Oriente para abrir la primera biblioteca para mujeres, inaugurada el 3 de junio de 1876. Se esforzó por crear un espacio para que sus conciudadanas pudieran dedicarse a la lectura y autoeducación, reconociendo que la mujer tenía el derecho a trabajar por el desarrollo de su inteligencia y su perfección moral, y lo alcanzó con la apertura de la biblioteca.
La maestra, como era llamada por Heureaux, también tenía habilidades en el periodismo y tocaba el arpa.
En sus esfuerzos por incluir a la mujer en el estudio superior, concibió la creación de una cátedra de derecho para que la mujer dominicana pudiera ejercer como abogada.
Sánchez logró varios de sus objetivos en el ámbito de la educación y murió en Santo Domingo el 26 de marzo de 1899 a la edad de 69 años, sin dejar descendientes. Sus restos descansan en la capilla de inmortales de la catedral de Santo Domingo.

## Reconocimientos
En noviembre de 2015, el presidente de la República Dominicana, Danilo Medina inauguró la escuela básica Socorro Sánchez en el municipio Villa Altagracia, de la provincia San Cristóbal, con capacidad para acoger a 700 estudiantes en 21 aulas nuevas.
En enero de 2016 el presidente, Danilo Medina inauguró la escuela básica Socorro Sánchez, en el sector Los Americanos, del municipio Los Alcarrizos, con capacidad para albergar a 945 estudiantes.
Una calle de Gascue, en Santo Domingo, República Dominicana, lleva el nombre de Socorro Sánchez. Nace en la George Washington y muere en la Bolívar.